# Fabronia zollingeri
Fabronia zollingeri är en bladmossart som beskrevs av C. Müller 1864. Fabronia zollingeri ingår i släktet Fabronia och familjen Fabroniaceae. Inga underarter finns listade i Catalogue of Life.